# DDR-Oberliga 1983-1984
L'edizione 1983-84 della DDR-Oberliga è stato il trentasettesimo campionato di massimo livello in Germania Est.

## Avvenimenti
Il torneo, iniziato il 13 agosto 1983, vide subito una squadra sola in testa alla classifica, il Magdeburgo. La squadra condusse la graduatoria per due giornate, finché la sua prima sconfitta stagionale contro la Dinamo Dresda lasciò via libera al Lokomotive Lipsia. Al settimo turno andò a formarsi un gruppo in testa costituito da Magdeburgo, Lokmotive Lipsia, Dinamo Berlino e Dinamo Dresda. Sconfiggendo nettamente (5-0) il Carl Zeiss Jena, i campioni in carica uscirono dal gruppo ma si fecero subito risucchiare dal gruppo a causa di una sconfitta nello scontro diretto con il Magdeburgo.
La Dinamo Berlino riprese la vetta della graduatoria all'ultima giornata del girone di andata, sconfiggendo nello scontro diretto il Lokomotive Lipsia e approfittando di un pareggio del Magdeburgo. Il club della capitale mantenne il vantaggio di due punti sulla Dinamo Dresda fino alla diciottesima giornata, in cui furono sconfitti a Francoforte sull'Oder dal Vorwärts. Le due squadre proseguirono a braccetto per due giornate finché la Dinamo Berlino riprese definitivamente il comando della classifica. Superato per 4-2 lo scontro diretto giocato a due giornate dal termine, la Dinamo Berlino ipotecò il suo sesto titolo consecutivo che arrivò al turno successivo sconfiggendo in trasferta l'Hallescher per 5-4.
La vittoria in coppa nazionale della Dinamo Dresda lasciò un posto libero in zona UEFA, di cui usufruì il Vorwärts Francoforte. L'Hallescher, perdendo contro la Dinamo Berlino, retrocesse in DDR-Liga con una giornata di anticipo mentre l'Union Berlino venne sconfitto dal Chemie Lipsia nello spareggio retrocessione.

## Classifica finale
|  |     | DDR-Oberliga 1983-84 | Pt | G  | V  | N  | P  | GF | GS | DR  |
|  | --- | -------------------- | -- | -- | -- | -- | -- | -- | -- | --- |
|  | 1.  | BFC Dynamo           | 39 | 26 | 17 | 5  | 4  | 66 | 36 | +30 |
|  | 2.  | Dinamo Dresda        | 37 | 26 | 14 | 9  | 3  | 61 | 28 | +33 |
|  | 3.  | Lokomotive Lipsia    | 37 | 26 | 16 | 5  | 5  | 56 | 28 | +28 |
|  | 4.  | Vorwärts Francoforte | 33 | 26 | 13 | 7  | 6  | 56 | 36 | +20 |
|  | 5.  | Magdeburgo           | 32 | 26 | 12 | 8  | 6  | 56 | 33 | +23 |
|  | 6.  | Karl-Marx-Stadt      | 30 | 26 | 10 | 10 | 6  | 37 | 34 | +3  |
|  | 7.  | Rot-Weiß Erfurt      | 28 | 26 | 10 | 8  | 8  | 36 | 39 | -3  |
|  | 8.  | Wismut Aue           | 25 | 26 | 9  | 7  | 10 | 28 | 34 | -16 |
|  | 9.  | Hansa Rostock        | 24 | 26 | 8  | 8  | 10 | 32 | 41 | -9  |
|  | 10. | Carl Zeiss Jena      | 20 | 26 | 7  | 6  | 13 | 50 | 63 | -13 |
|  | 11. | Stahl Riesa          | 20 | 26 | 7  | 6  | 13 | 41 | 55 | -14 |
|  | 12. | Chemie Lipsia        | 14 | 26 | 4  | 6  | 16 | 21 | 49 | -28 |
|  | 13. | Union Berlino        | 14 | 26 | 4  | 6  | 16 | 27 | 55 | -28 |
|  | 14. | Hallescher           | 11 | 26 | 1  | 9  | 16 | 32 | 68 | -36 |

### Play-out
|               | Risultati |               | Luogo e data                |  |
| ------------- | --------- | ------------- | --------------------------- |  |
| Union Berlino | 1 - 1     | Chemie Lipsia | Berlino Est, 23 maggio 1984 |  |
| Chemie Lipsia | 2 - 1     | Union Berlino | Lipsia, 26 maggio 1984      |  |

### Verdetti
- Dinamo Berlino campione della Germania Est 1983-84. Qualificato in Coppa dei Campioni 1984-85.
- Dinamo Dresda qualificato in Coppa delle Coppe 1984-85
- Lokomotive Lipsia e Vorwärts Francoforte qualificate in Coppa UEFA 1984-85
- Union Berlino e Hallescher retrocesse in DDR-Liga.

## Record

### Capoliste solitarie
- 2ª-3ª giornata:  Magdeburgo
- 4ª-6ª giornata:  Lokomotive Lipsia
- 8ª giornata:  BFC Dynamo
- 13ª-18ª giornata:  BFC Dynamo
- 20ª-26ª giornata:  BFC Dynamo

### Club
- Maggior numero di vittorie:  BFC Dynamo (17)
- Minor numero di sconfitte:   Dinamo Dresda (3)
- Migliore attacco:  BFC Dynamo (66 reti fatte)
- Miglior difesa:  Dinamo Dresda (26 reti subite)
- Miglior differenza reti:  BFC Dynamo (+33)
- Maggior numero di pareggi:  Karl-Marx-Stadt (10)
- Minor numero di pareggi:  BFC Dynamo e  Lokomotive Lipsia (5)
- Maggior numero di sconfitte:  Chemie Lipsia,  Union Berlino e  Hallescher (16)
- Minor numero di vittorie:  Hallescher (1)
- Peggior attacco:  Chemie Lipsia (21 reti fatte)
- Peggior difesa:  Hallescher (68 reti subite)
- Peggior differenza reti:  Hallescher (-36)

### Classifica cannonieri
|  | Gol | Marcatore       | Squadra              |  |
|  | --- | --------------- | -------------------- |  |
|  | 20  | Rainer Ernst    | BFC Dynamo           |  |
|  | 17  | Rainer Pietsch  | Vorwärts Francoforte |  |
|  | 17  | Ralf Minge      | Dinamo Dresda        |  |
|  | 15  | Dieter Kühn     | Lokomotive Lipsia    |  |
|  | 13  | Joachim Streich | Magdeburgo           |  |
|  | 12  | Hans Richter    | Lokomotive Lipsia    |  |